# Handball-Oberliga Baden-Württemberg der Männer 2023/24
Die Handball-Oberliga Baden-Württemberg 2023/24 wird unter dem Dach der Handballverbände Baden, Südbaden und  Württemberg organisiert und ist die höchste Spielklasse des Verbundes. Die Oberliga – BW  ist nach der Bundesliga, der 2. Bundesliga und der 3. Liga eine der vierthöchsten Spielklassen im deutschen Handball. Ab der Saison 2024/25 wird die Oberliga-BW in Handball-Regionalliga Baden-Württemberg umbenannt.

## Saisonverlauf
Die Handball-Oberliga Baden-Württemberg 2023/24 wird die vierundzwanzigste Ausspielung dieser Handballliga sein.

### Modus
Achtzehn Mannschaften werden in zwei Gruppen eine Vor-, Auf- und Abstiegsrunde spielen. Nach Abschluss der daraus resultierenden Spieltage werden Meister und Vizemeister in die 3. Liga aufsteigen und die letzten drei bis fünf Mannschaften in die Verbandsligen absteigen. Am Ende der Saison galt bei Punktegleichheit der direkte Vergleich.

## Teilnehmer

Handballverband Baden

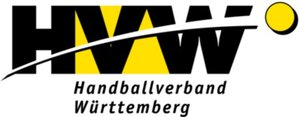
Handballverband Württemberg

Nicht mehr dabei waren die Aufsteiger der Vorsaison. Neu hinzukamen die Absteiger (A) der 3. Liga und die Aufsteiger (N) aus den Verbandsligen.
Stand 19. Mai 2024
| Vorrunde A - 1. TSV Heiningen 1892 - 2. TV Bittenfeld 2 - 3. TVS 1907 Baden-Baden (A) - 4. SG Köndringen/Teningen (A) - 5. TSV 1866 Weinsberg - 6. TV Willstätt (A) - 7. TSB Schwäbisch Gmünd - 8. TuS Schutterwald (N) - 9. SG H2Ku Herrenberg | Vorrunde B - 1. HG Oftersheim/Schwetzingen (A) - 2. HC Neuenbürg 2000 - 3. TV Plochingen - 4. HSG Ostfildern (N) - 5. TV Germania Großsachsen - 6. TSV 1899 Blaustein - 7. TSG Söflingen - 8. SG Heidelsheim/Helmsheim (N) - 9. TSV Deizisau |

Teilnehmer zur Meisterrunde fett gedruckt

### Abschlusstabelle
| 1. | HG Oftersheim/Schwetzingen | 14 | 18:10 |
| 2. | TVS 1907 Baden-Baden       | 14 | 17:11 |
| 3. | HC Neuenbürg 2000          | 14 | 16:12 |
| 4. | SG Köndringen/Teningen     | 14 | 15:13 |
| 5. | TV Bittenfeld 2            | 14 | 15:13 |
| 6. | TSV Heiningen 1892         | 14 | 12:16 |
| 7. | TV Plochingen              | 14 | 10:18 |
| 8. | HSG Ostfildern             | 14 | 09:19 |

| Abstiegsrunde |                          |    |       |
| 9.            | TV Willstätt             | 18 | 26:10 |
| 10            | TSV 1866 Weinsberg       | 18 | 25:11 |
| 11.           | TSB Schwäbisch Gmünd     | 18 | 25:11 |
| 12.           | TSV 1899 Blaustein       | 18 | 25:11 |
| 13.           | TV Germania Großsachsen  | 18 | 24:12 |
| 14.           | TSG Söflingen            | 18 | 20:16 |
| 15.           | TuS Schutterwald         | 18 | 18:18 |
| 16.           | SG Heidelsheim/Helmsheim | 18 | 8:28  |
| 17.           | SG H2Ku Herrenberg       | 18 | 6:30  |
| 18.           | TSV Deizisau             | 18 | 3:33  |

(A) = Absteiger aus der 3. Liga (N) = neu in der Liga
  Meister und Aufsteiger zur 3. Liga 2024/25
  Vizemeister und Aufsteiger zur 3. Liga 2024/25
  Für die Regionalliga 2024/25 qualifiziert